# Garbatella
Garbatella è la denominazione dell'abitato fondato il 24 febbraio del 1920 e che ad oggi coincide con la zona urbanistica 11C del Municipio Roma VIII di Roma Capitale. La zona è compresa nel quartiere decimo (Q. X) Ostiense.

## Storia

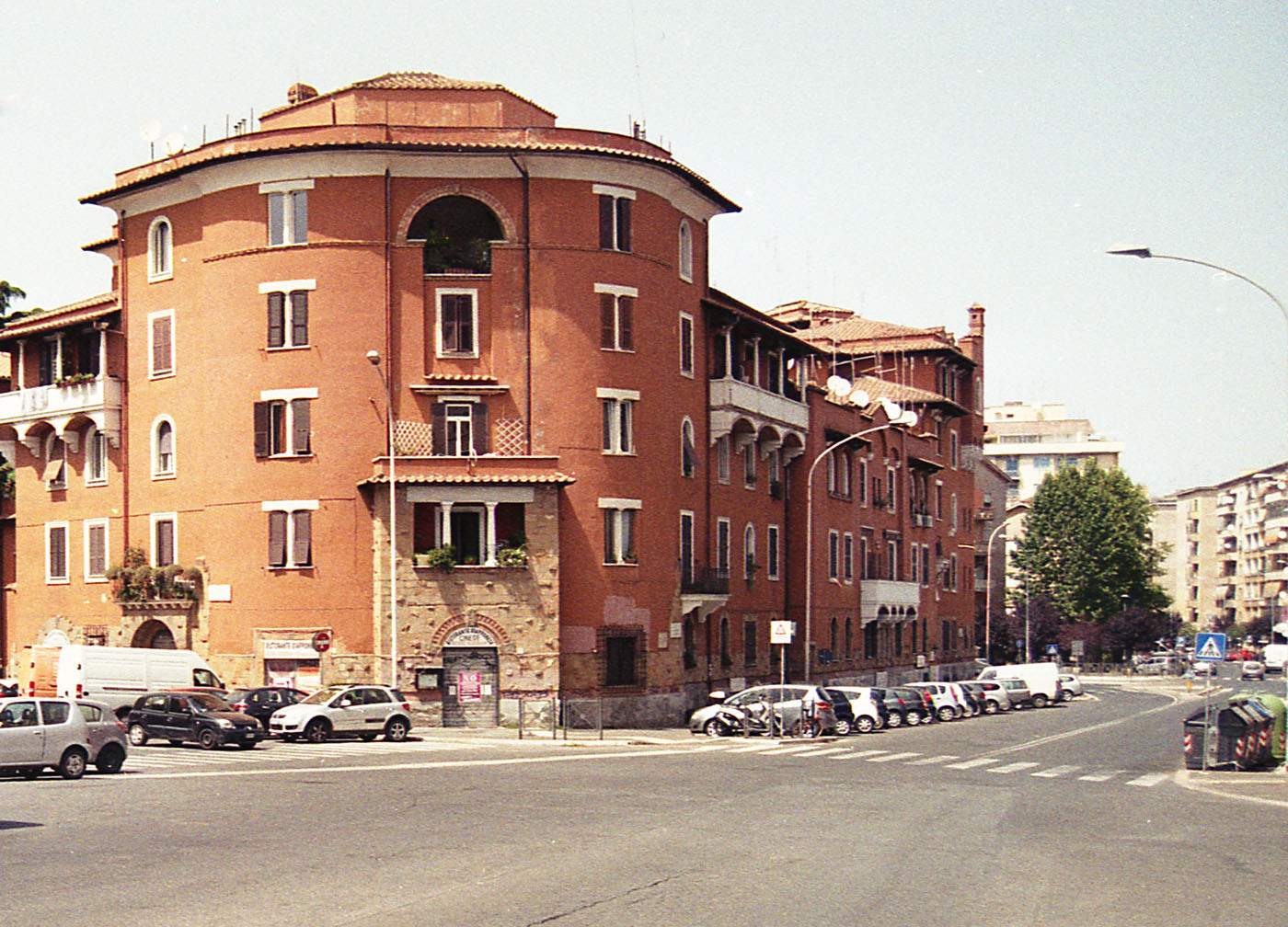
La Garbatella

Sin dal Medioevo il territorio su cui sorge il nucleo originario della Garbatella era interessato dalla presenza di diversi proprietari laici ed ecclesiastici, tra questi ultimi probabilmente il più importante era il monastero di Sant'Alessio all'Aventino che sin dal XII secolo possedeva beni nelle contrade della Bagnaia, che secondo Antonio Nibby prenderebbe nome dai bagni fatti costruire da papa Simmaco verso l'anno 500 tra l'abside della basilica di San Paolo e la rupe omonima, Formello e valle Cupula, tutte comprese nell'area racchiusa dall'alveo del fiume Almone o Acquataccio, dalla via Ostiense e da via delle Sette Chiese. A queste si aggiunsero nel tempo altri proprietari come Nicola Maria Nicolai.
Agli inizi del XX secolo quando iniziarono gli espropri per la costruzione di un'area residenziale: le maggiori proprietà risultavano essere quelle della famiglia Torlonia proprietaria della tenuta di Monte Bagnaia e quella degli eredi di Mariano Armellini, oltre alle vigne delle famiglie Roselli, Belardi e Bellini.
La Garbatella fu fondata negli anni venti su questi territori posti sui colli che dominano la basilica papale di San Paolo fuori le mura e che da questa avevano preso il nome di Colli di San Paolo.
Dopo la prima guerra mondiale Roma visse una fase di grande sviluppo edilizio, paragonabile per alcuni versi a quella del secondo dopoguerra. Il settore sud della capitale, nelle intenzioni degli urbanisti umbertini guidati da Paolo Orlando, doveva essere connesso al lido di Ostia tramite un canale navigabile parallelo al Tevere, che non fu però mai scavato. Tale canale avrebbe dovuto dotare Roma di un porto commerciale molto vicino al centro della città (distante meno di duecento metri dalle Mura aureliane), nei pressi dell'odierna via del Porto Fluviale, situata al confine tra Garbatella e Testaccio; nella zona a ridosso del canale avrebbero dovuto sorgere una serie di lotti abitativi destinati ad ospitare i futuri lavoratori portuali.

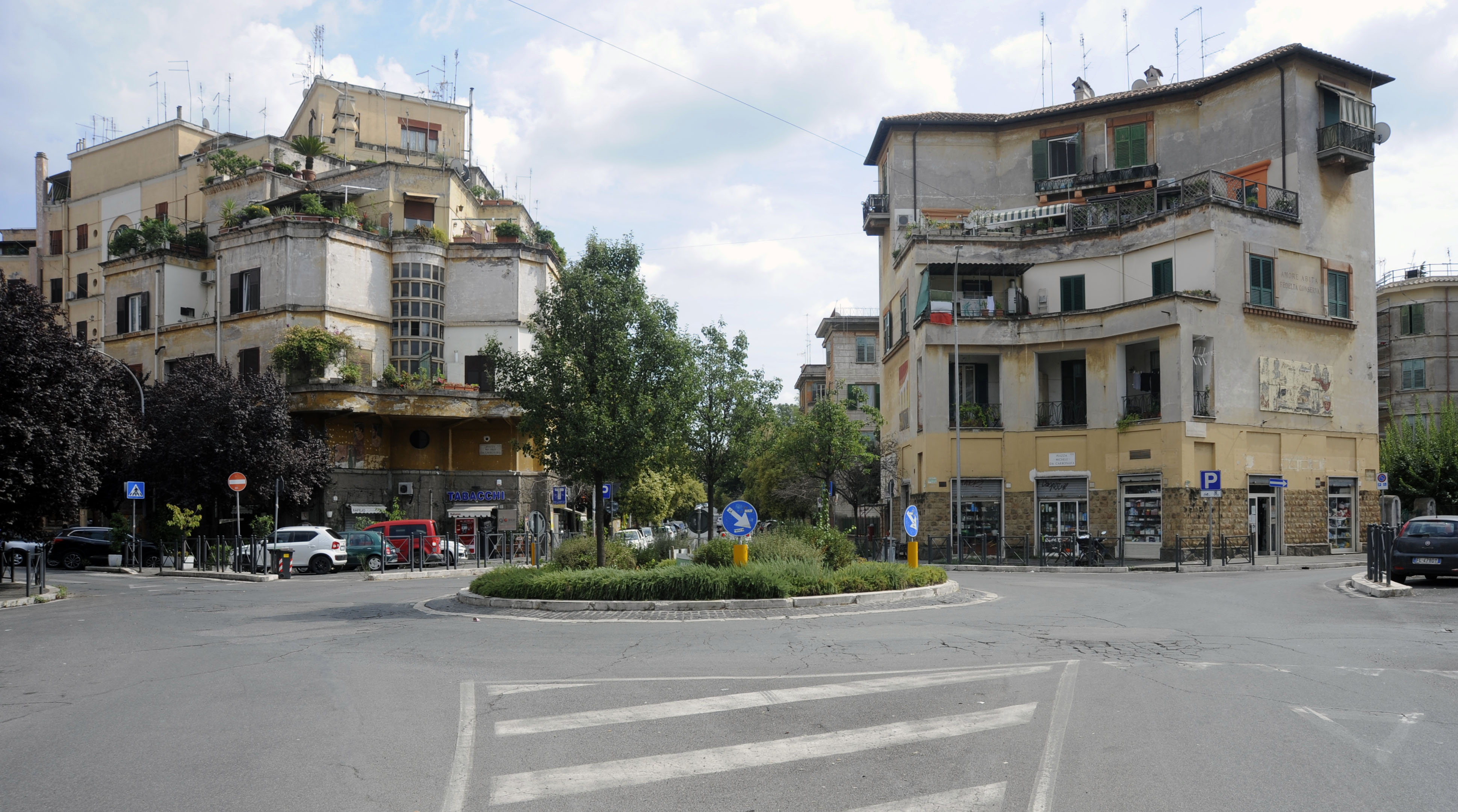
Piazza Michele da Carbonara

Fu con questa idea che il re Vittorio Emanuele III posò la prima pietra a piazza Benedetto Brin, il 18 febbraio 1920: era allora sindaco Adolfo Apolloni che aveva seguito attentamente i progetti e si era adoperato affinché fosse incrementato e valorizzato il verde nella città ed aveva promosso il criterio di inserire verde e giardini nell'edilizia popolare.
Nell'iscrizione che commemora quel giorno, murata nell'edificio centrale della piazza, si legge:
Il medesimo progetto portuale fu condizione dell'odonomastica della nascente zona che è a riferimento marinaro, essendo gran parte delle sue strade e piazze intitolate a persone e soggetti del mondo navale.
Il progetto edilizio fu intrapreso in un'area allora semi disabitata e coperta da vigne e pascoli per pecore. Significativa eccezione costituiva la basilica papale di San Paolo fuori le mura, dalla quale si dipartiva via delle Sette Chiese, una strada di raccordo ortogonale alle vie consolari Ardeatina ed Appia, della quale si servivano i pellegrini diretti alla basilica di San Sebastiano, e che tuttora viene percorsa per il pellegrinaggio al santuario della Madonna del Divino Amore.

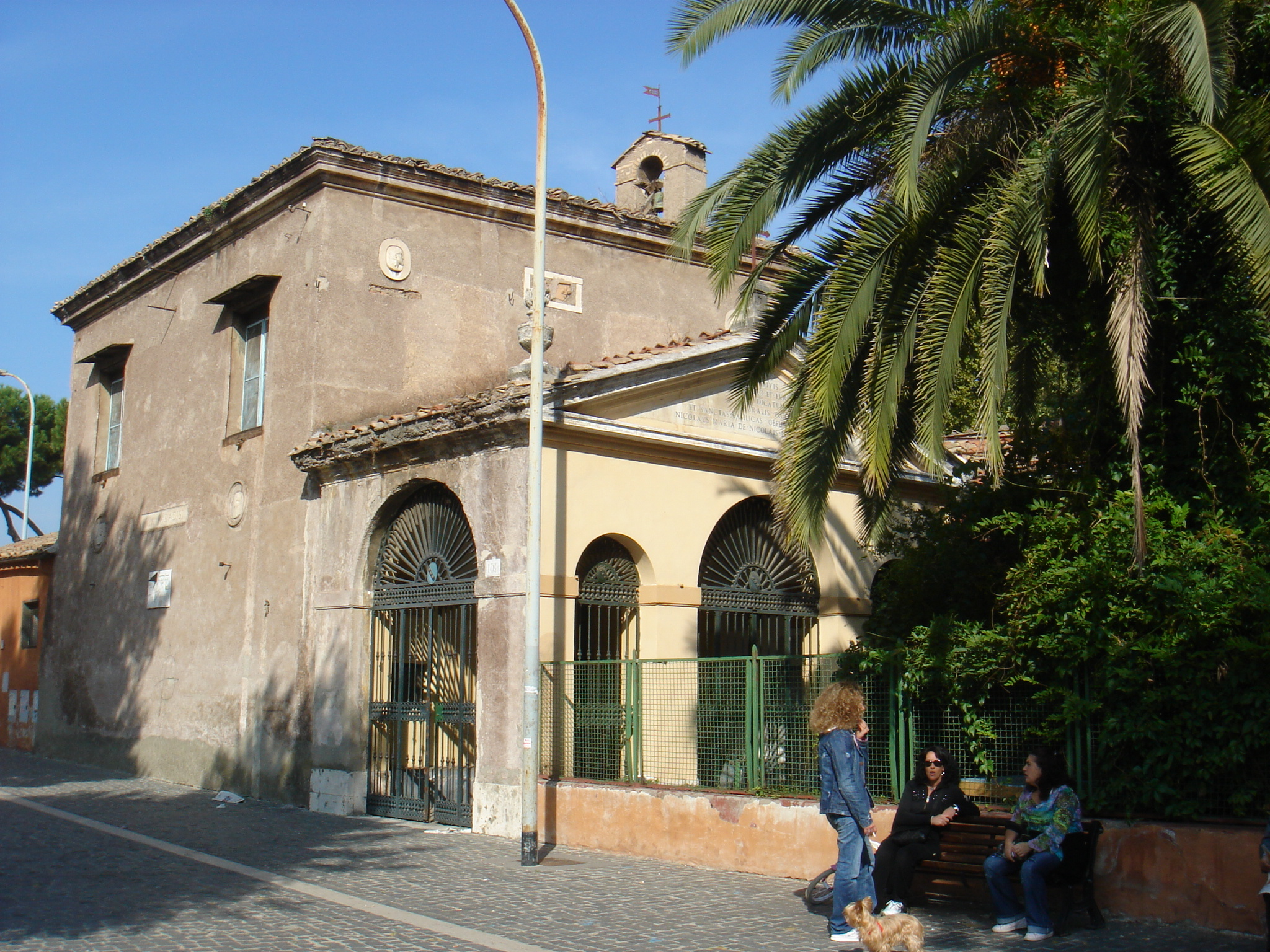
La Chiesoletta dei santi Isidoro e Eurosia

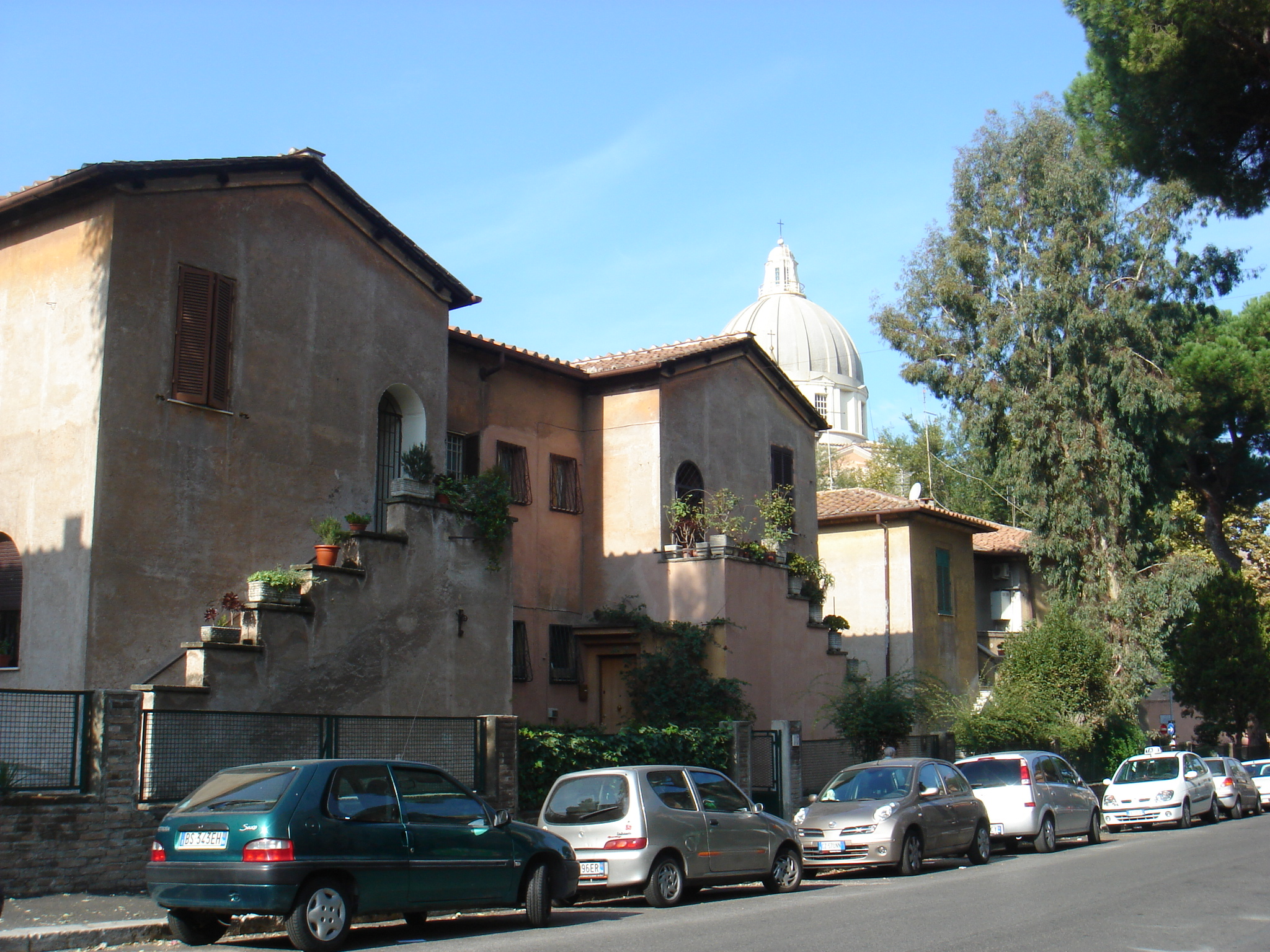
i "villini"

Nella zona sorge inoltre la chiesetta dedicata ai santi Isidoro ed Eurosia, già nota al popolo come Chiesoletta e dove, secondo una leggenda, sarebbe avvenuto un incontro tra Filippo Neri, ideatore del pellegrinaggio delle Sette Chiese, e Carlo Borromeo.

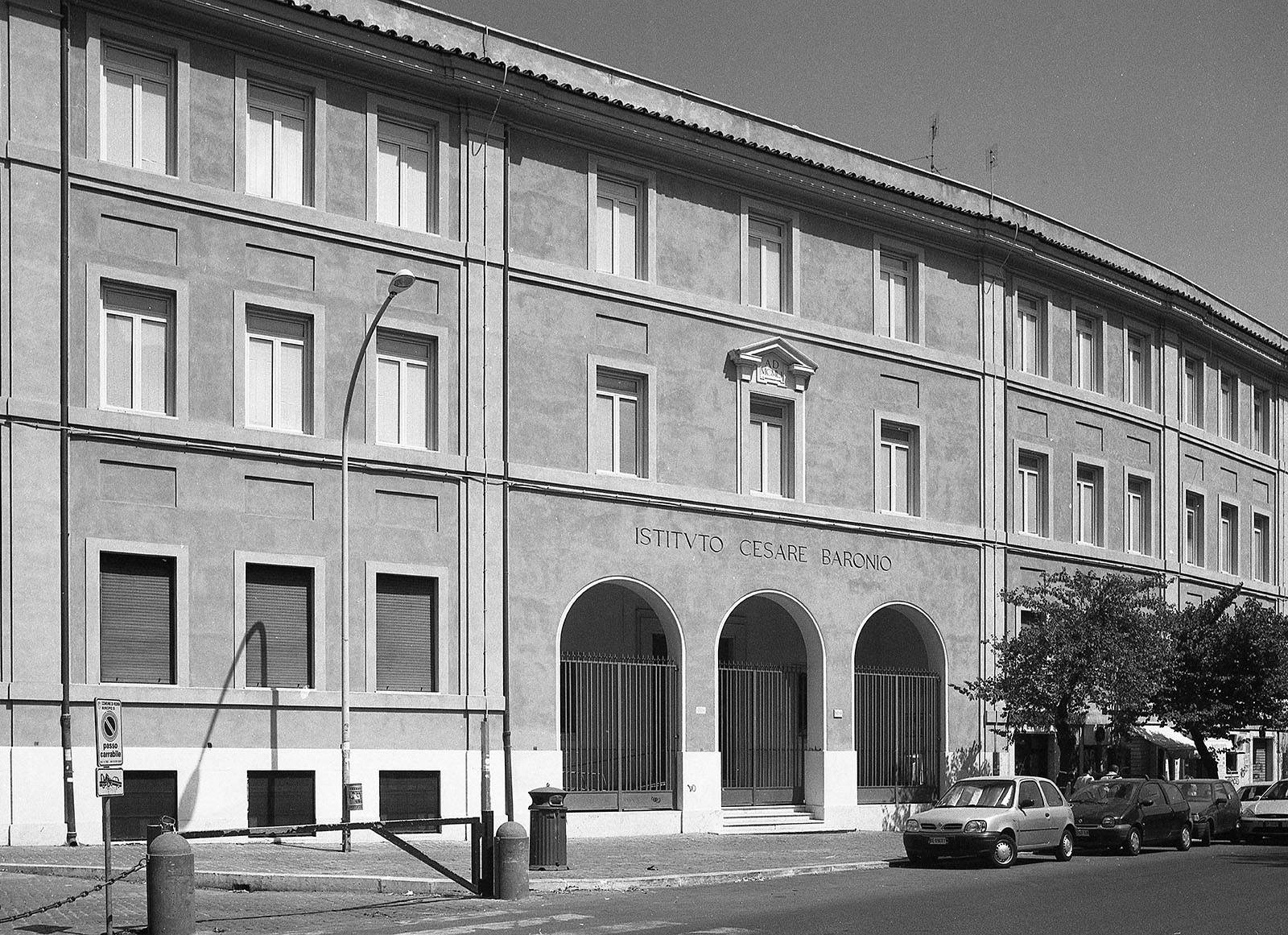
Istituto Cesare Baronio

Fino al 1930 circa il nome del quartiere fu a lungo dibattuto: le possibili alternative prese in considerazione furono, oltre al nome attuale, Concordia, come richiamo ed auspicio di pace sociale, o Remuria: quest'ultimo nome basato sulla leggenda secondo la quale Romolo avrebbe fondato su questo colle la sua città e non, come afferma la più nota tradizione tratta dall'Ab Urbe condita libri CXLII di Tito Livio, sul Palatino.

Negli anni di poco successivi il nuovo quartiere fu anche destinato ad accogliere numerose famiglie sfollate a seguito dell'abbattimento della Spina di Borgo per la realizzazione di via della Conciliazione e della demolizione delle abitazioni per la realizzazione di via dei Fori Imperiali, dando così al quartiere la notorietà di ospitare persone e famiglie di antica romanità.
Dal punto di vista politico la Garbatella era, ed è tuttora, una zona storicamente "rossa" ed operaia: la Resistenza partigiana trovò qui un appoggio incondizionato, al pari dei quartieri Ostiense e Portuense e del rione Testaccio. Tuttavia anche da questo quartiere nelle elezioni politiche del 1994 provenne un largo consenso alla nuova formazione politica Forza Italia (1994) che consentì al candidato Luigi Muratori di raccogliere il 55% dei suffragi nel collegio di Roma Ostiense; così come un forte consenso è stato tributato ai candidati del Movimento 5 Stelle nelle elezioni amministrative del giugno 2016.

### Il toponimo "Garbatella"
L'origine del nome Garbatella è tuttora oggetto di discussione: secondo un'ipotesi molto diffusa, il quartiere prenderebbe il nome dall'appellativo dato alla proprietaria di un'osteria che sarebbe sorta sullo sperone roccioso sovrastante la basilica di San Paolo (sul lato sinistro dell'odierna via Ostiense, provenendo dalla Porta San Paolo) all'altezza del Sepolcreto Ostiense; la zona è stata per secoli luogo di passaggio dei pellegrini che percorrevano via delle Sette Chiese, collegante la basilica Paolina alla basilica di San Sebastiano fuori le mura (dal XVI secolo inclusa nel pellegrinaggio per la visita alle sette chiese di Roma).

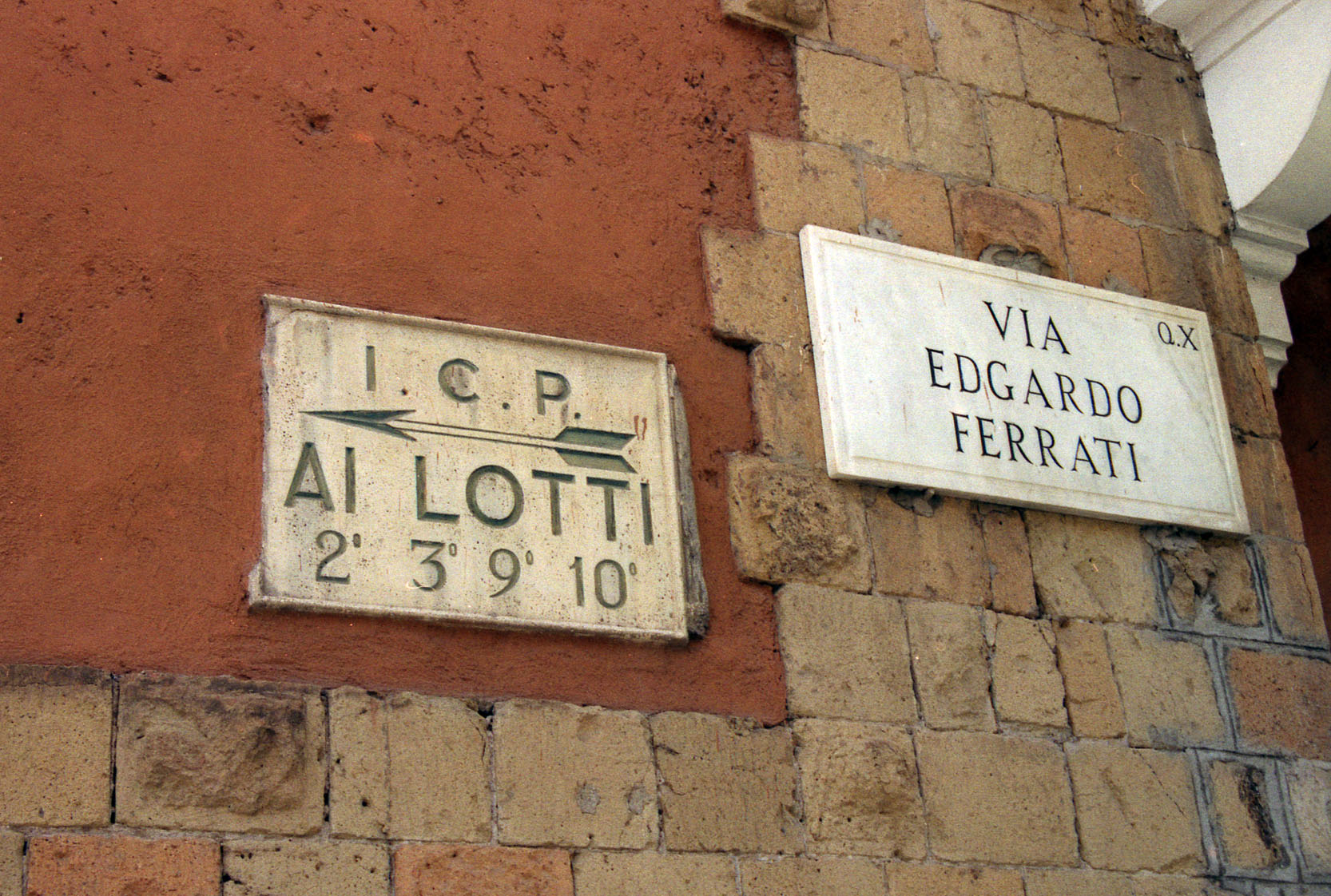
Targhe alla Garbatella

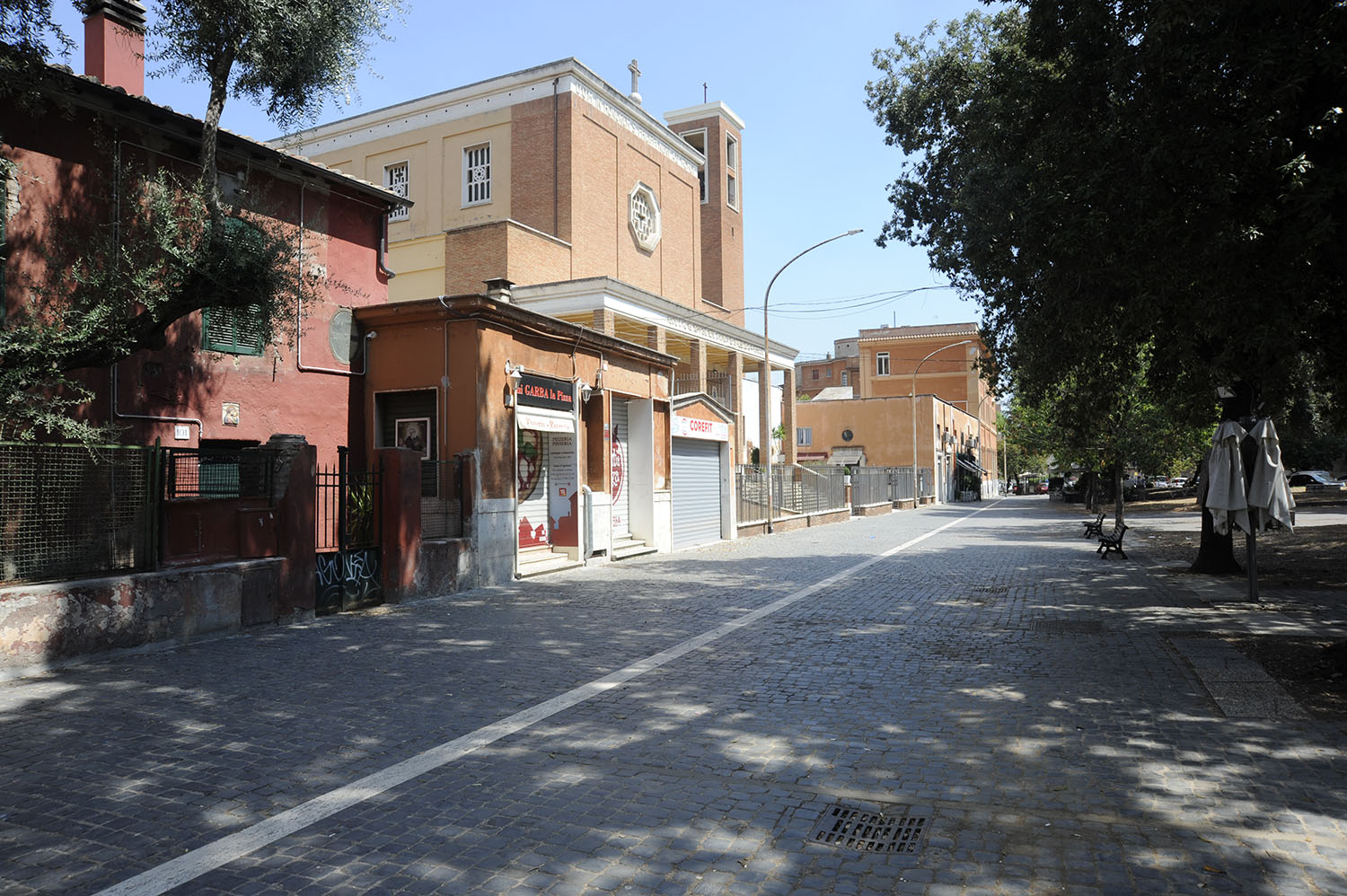
Via delle sette chiese alla Garbatella

Tale ostessa, una donna di nome Carlotta (o Maria, secondo altri), sarebbe stata tanto benvoluta dai viaggiatori che chiedevano ostello presso la sua locanda, da meritare il nome di "Garbata Ostella", successivamente sincopato in "Garbatella". Le ragioni del favore concessole si riferirebbero alla sua caritatevole attitudine verso i bisognosi, anche se un'interpretazione più maliziosa andava ben oltre questa bonaria ricostruzione.

Una seconda ipotesi sul nome "Garbatella" vuole, invece, che derivi dall'amenità del luogo; mentre un'ultima interpretazione, con qualche fondamento scientifico, fa riferimento al tipo di coltivazione della vite detto "a barbata" o "a garbata", nella quale le viti vengono appoggiate ad alberi di acero od olmo), in uso nei terreni detti "Tenuta dei 12 cancelli" (comprendenti l'attuale via delle Sette Chiese), posseduti nel XIX secolo da monsignor Alessandro Nicolai, ministro dell'agricoltura di papa Gregorio XVI.
Una nuova ipotesi sulla nascita del toponimo Garbatella è stata pubblicata sul volume Garbatella 100, il racconto di un secolo, edito per i tipi di Iacobelli a novembre del 2019. Lo studio, curato da Giorgio Guidoni, rivela che il nome Garbatella, appellativo di Clementina Eusebi, l'ostessa che nel periodo 1835-1850 gestì la famosa osteria che darà il nome alla zona, deriva probabilmente dal cognome della madre di Clementina, Maddalena Garbata, vedova Eusebi. Per riconoscere la madre dalla figlia probabilmente venivano appellate Garbata (la madre) e Garbatella (la figlia). Tale osteria, inoltre, si collocava sulla via Ostiense, a metà strada tra la Piramide e la basilica di San Paolo, dove oggi ha inizio via degli Argonauti.

## Monumenti e luoghi d'interesse

### Architetture civili

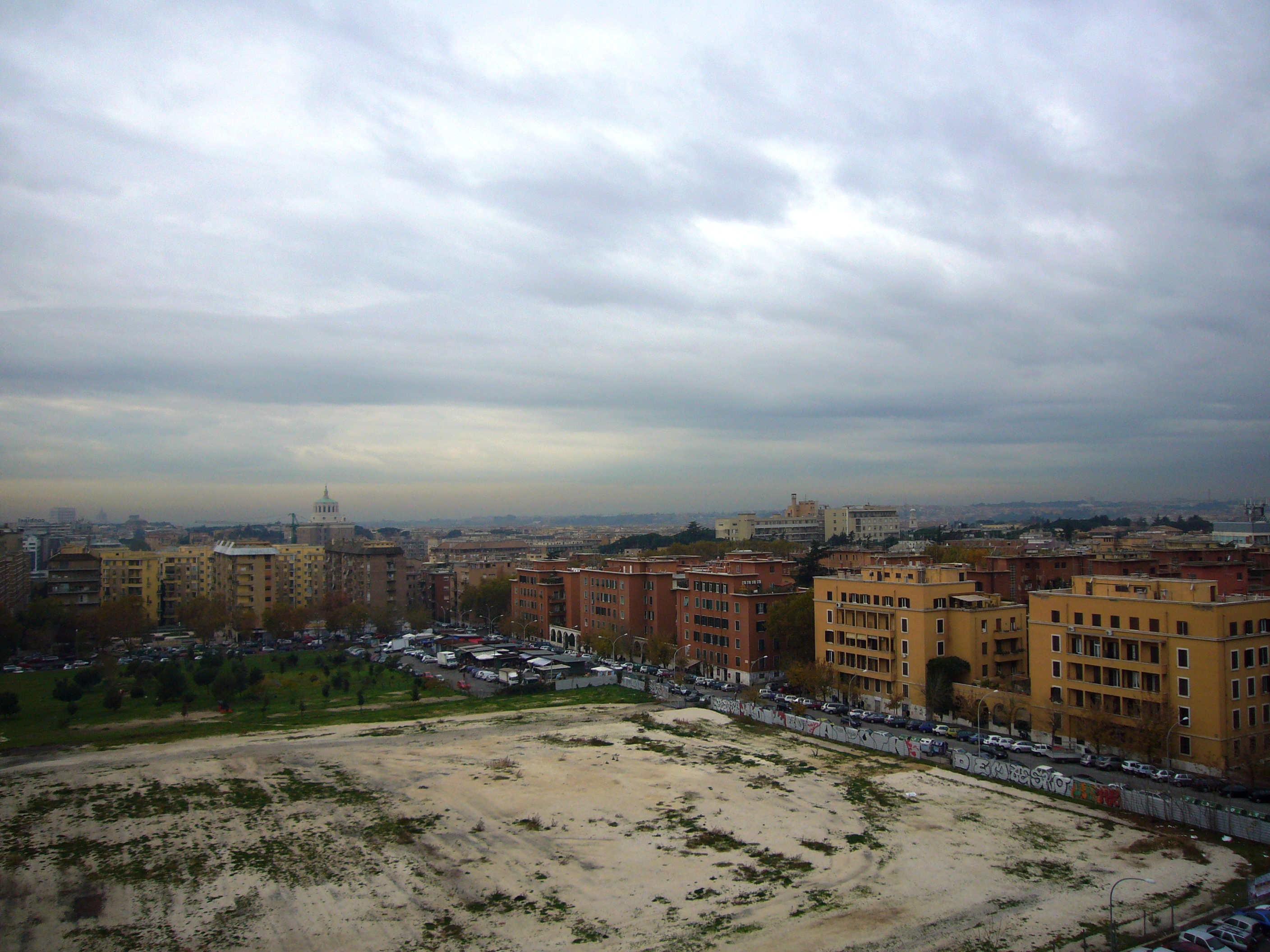
Garbatella nuova e spazio destinato dal comune di Roma a verde pubblico e servizi di valenza locale

Nel quartiere, a ridosso della via Cristoforo Colombo, sorge l'imponente palazzo della Regione Lazio, dove risiede la giunta regionale.
Ai confini del quartiere, sul lato opposto della stazione di Roma Ostiense, in occasione dei Mondiali di Calcio Italia '90, sorse lo scalo Air Terminal, con l'annesso centro commerciale, ed un'area attrezzata per autocaravan e camper. Nel 2012 all'interno dell'Air Terminal è stata aperta la sede di Roma di Eataly, divenendo il più grande luogo al mondo dedicato alle eccellenze agroalimentari italiane e una sede della società NTV a supporto delle partenze da Ostiense del treno Italo dismessa nel 2015.

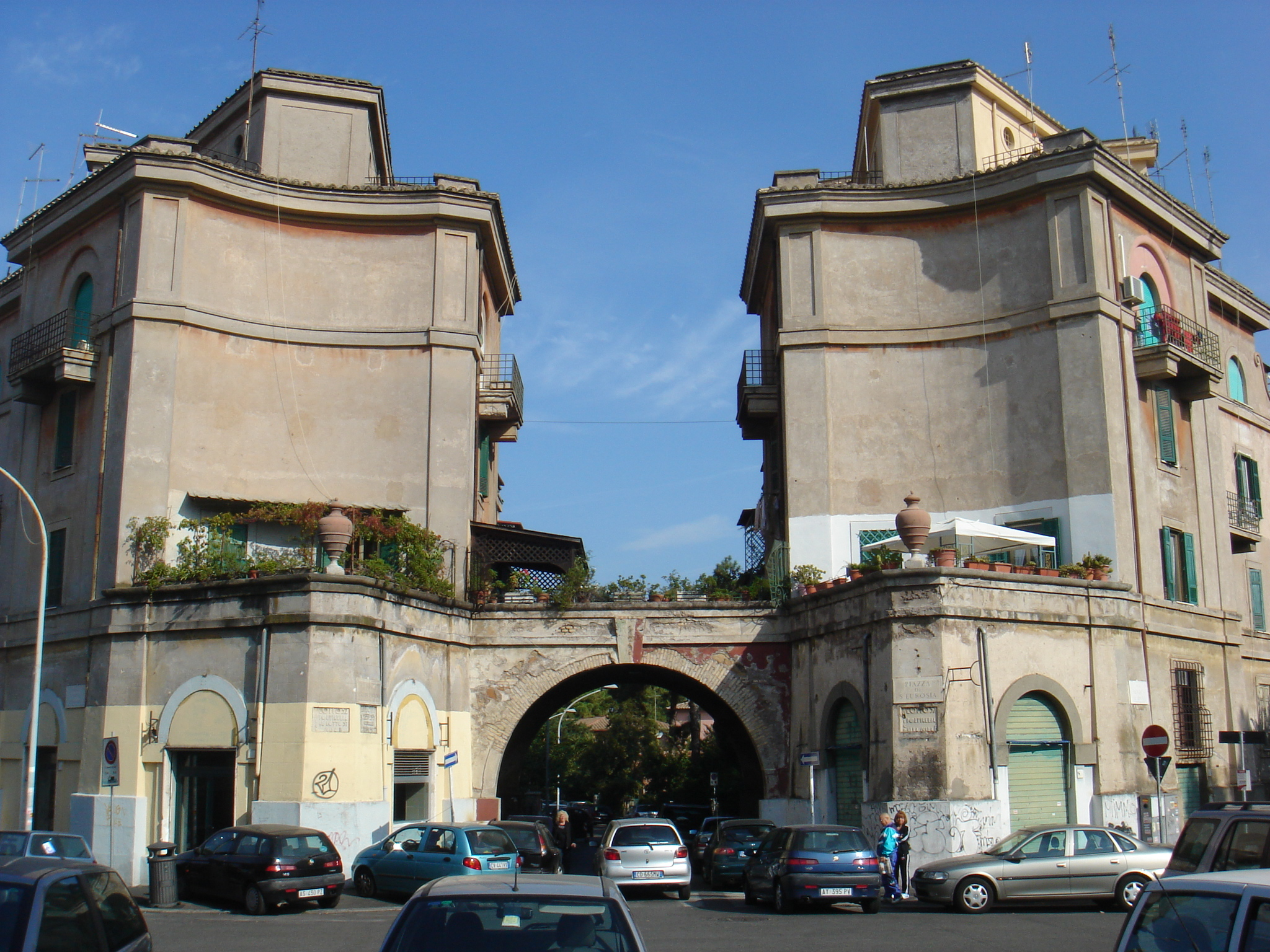
Un edificio civile

### Architetture religiose

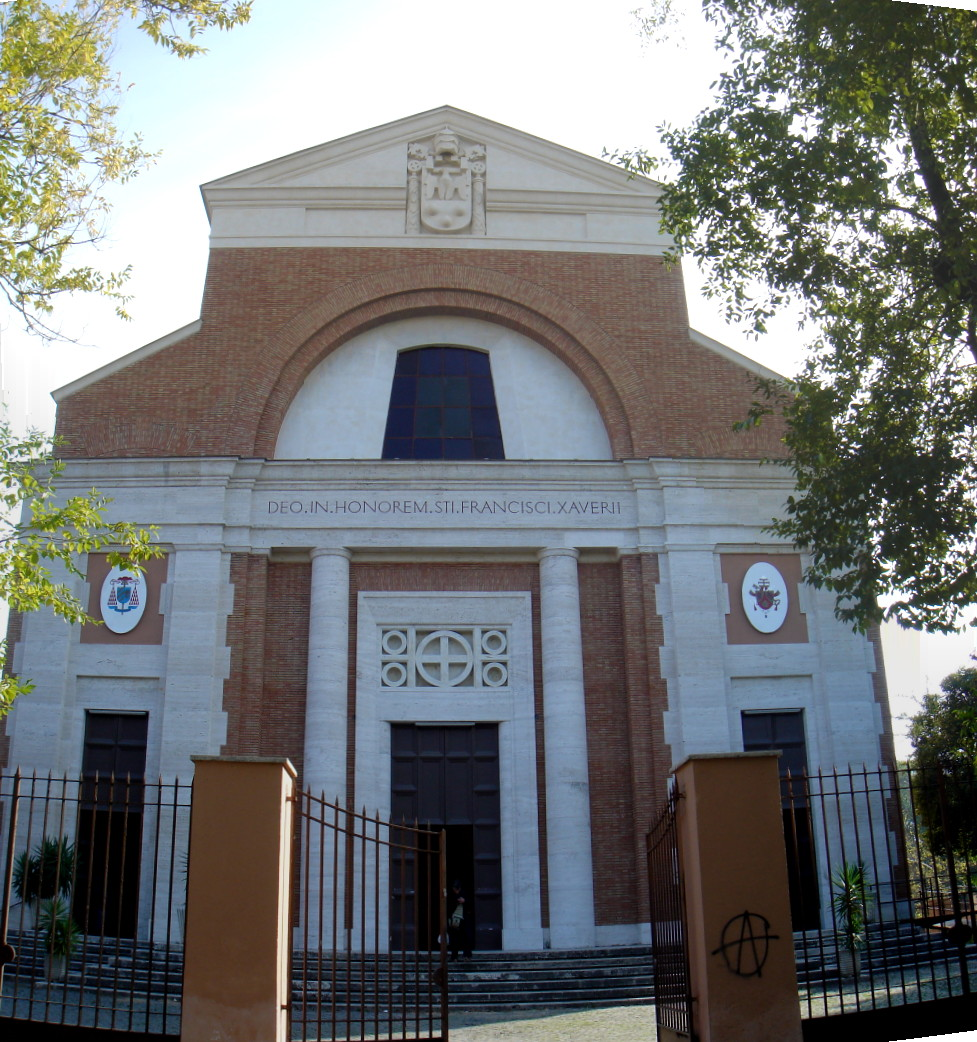
Chiesa di San Francesco Saverio alla Garbatella, titolo cardinalizio

Le principali chiese della Garbatella sono la già citata cosiddetta "Chiesoletta" dei santi Isidoro (agricoltore) ed Eurosia (Vergine e Martire) in via delle Sette Chiese, unita attraverso l'oratorio, alla chiesa di San Filippo Neri in Eurosia, edificata nel 1952 ed eletta parrocchia nel 1967 per volere di papa Paolo VI e la chiesa di San Francesco Saverio alla Garbatella, in piazza Damiano Sauli, dove papa Giovanni Paolo II iniziò le sue visite ufficiali il 3 dicembre 1978, come riconoscenza all'aiuto avuto dagli abitanti, perché nel 1946 era stato confessore in questa chiesa. In via Pomponia Grecina, nei pressi del Largo delle Sette Chiese, sorge un convento delle Suore Clarisse Cappuccine (Corpus Christi).

### Siti archeologici
Nel giardino pubblico (ex vigna Serafini) si trova l'ingresso delle catacombe di Commodilla, con una piccola basilica ipogea databile alla fine del IV secolo, un cimitero dipinto con scene bibliche (tra cui una curiosa immagine del Cristo orientale) e le effigi dei martiri santi Felice e Adautto.

### Altro

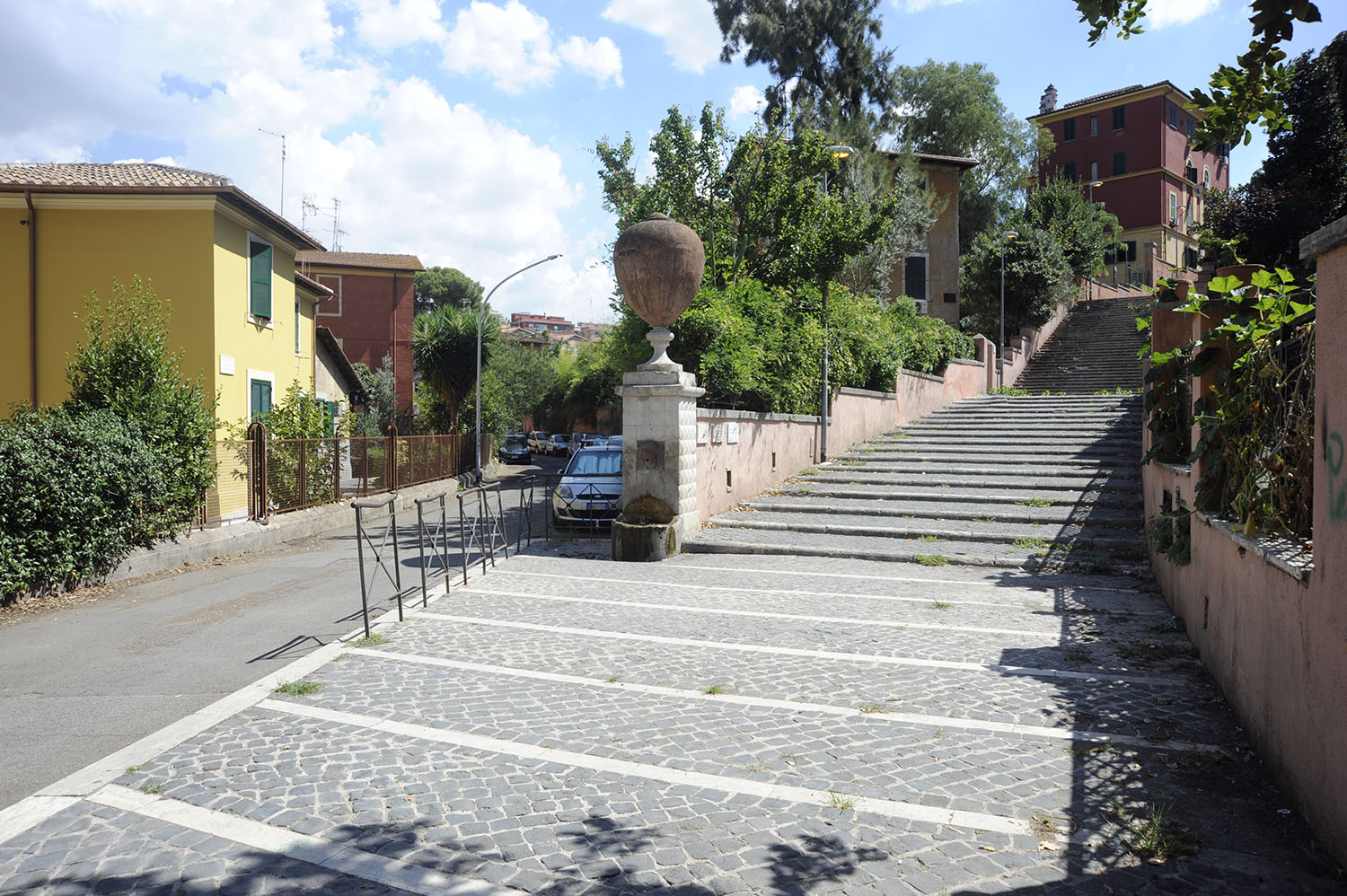
la scala degli innamorati

Tra i monumenti più recenti, celebre è la "Fontana della Carlotta" di piazza Ricoldo da Montecroce, con la relativa scalinata, detta "degli Innamorati", e il ponticello medioevale in piazza Eugenio Biffi. Ma è l'intero quartiere, con i suoi archi, le sue fontane, le sue palazzine ed i suoi balconi, ad essere considerato un grande ed unico monumento a sé stante.
L'8 settembre 2007, in occasione della notte bianca, sotto spinta del progetto "Quei ragazzini della Garbatella", a cura dell'associazione culturale "Il Tempo Ritrovato" di Fatagarbatella, il Municipio Roma VIII ha dedicato due targhe ricordo in marmo travertino: la prima Iole Zedde al lotto 28 in via Guglielmo Massaia 22, dove nacque e visse la sedicenne morta il 12 settembre del 1944 a causa di una sventagliata di mitra di un giovane soldato tedesco di guardia ai vagoni nella stazione ferroviaria dell'Ostiense; la seconda al cantante Alvaro Amici, interprete della canzone romana, nato e vissuto al lotto 31 vicino alla fontana della Carlotta, dove è stata posizionata la targa.

## Architettura e urbanistica
La parte più antica dell'urbanizzazione, progettata e realizzata in modo strutturato con uno stile architettonico uniforme tra gli anni venti e trenta, è usualmente chiamata con l'appellativo di "quartiere", indipendentemente dal fatto che faccia parte del vero quartiere Ostiense.

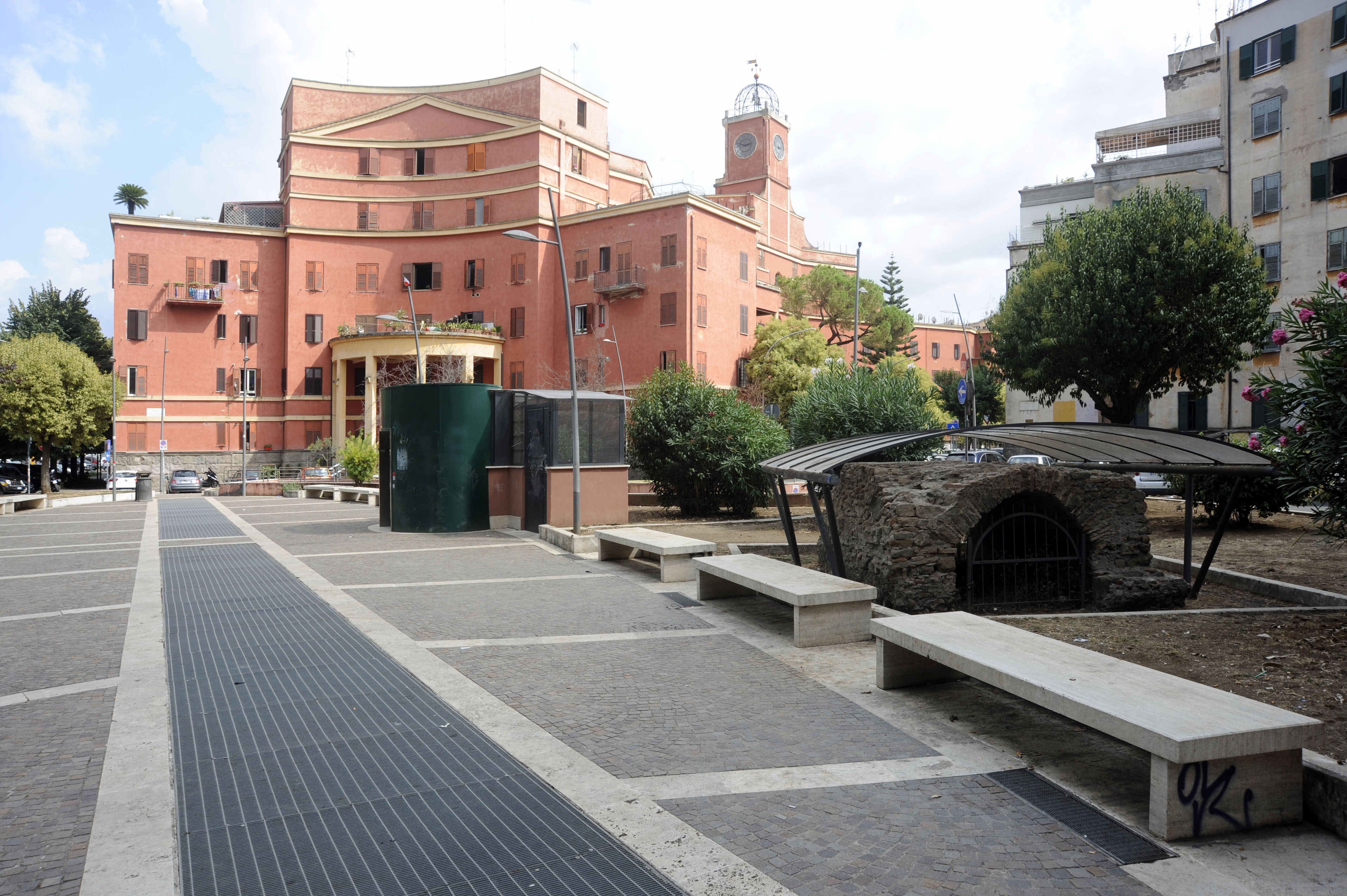
Piazza Eugenio Biffi Albergo suburbano

La Garbatella è tradizionalmente suddivisa in lotti, occupati da costruzioni che circondano cortili e giardini, i quali, soprattutto in passato, erano punti di ritrovo per la popolazione, con lavatoi e stenditoi, botteghe e cantine, sedie e muretti. L'assetto architettonico della zona è un compromesso tra l'estetica e la pratica: le abitazioni sono collocate, almeno nel nucleo storico, in villini o palazzine di tre piani al massimo, con grande cura per i dettagli e per la diversificazione degli stili.
L'architettura della Garbatella fu inizialmente improntata al modello inglese delle città giardino (Garden city movement) ben collegate e vicine alla città, abitate da operai e comprendenti significativi spazi verdi coltivabili, tali da fornire ai lavoratori residenti una preziosa, e ulteriore, fonte di sussistenza: l'orto (un ulteriore tentativo fu iniziato più tardi, nell'edificazione del quartiere denominato appunto Città Giardino Aniene, nella zona nord di Roma).
Nei lotti più antichi ancora rimasti nei pressi di piazza Benedetto Brin (alcuni dei lotti tra i più vetusti sono stati demoliti negli anni settanta, durante il "sacco di Roma" messo in atto dagli speculatori edilizi) si nota come il rapporto tra le metrature dedicate al verde "privato" e quelle edificate fosse tra i più alti nell'Italia dell'epoca; tale peculiare struttura urbanistica doveva conferire alla nascente Garbatella l'aspetto di una contrada agreste, simile a quelle esistenti nei borghi del circondario, cosicché l'immigrazione delle maestranze provenienti da ogni parte dell'agro laziale a Roma sarebbe stata meno traumatica, permettendo loro di ricostruire nella città quella rete di solidarietà sociale che in provincia continuava ad essere un elemento precipuo, e che si andava perdendo in città, a seguito della sua lenta trasformazione in metropoli.

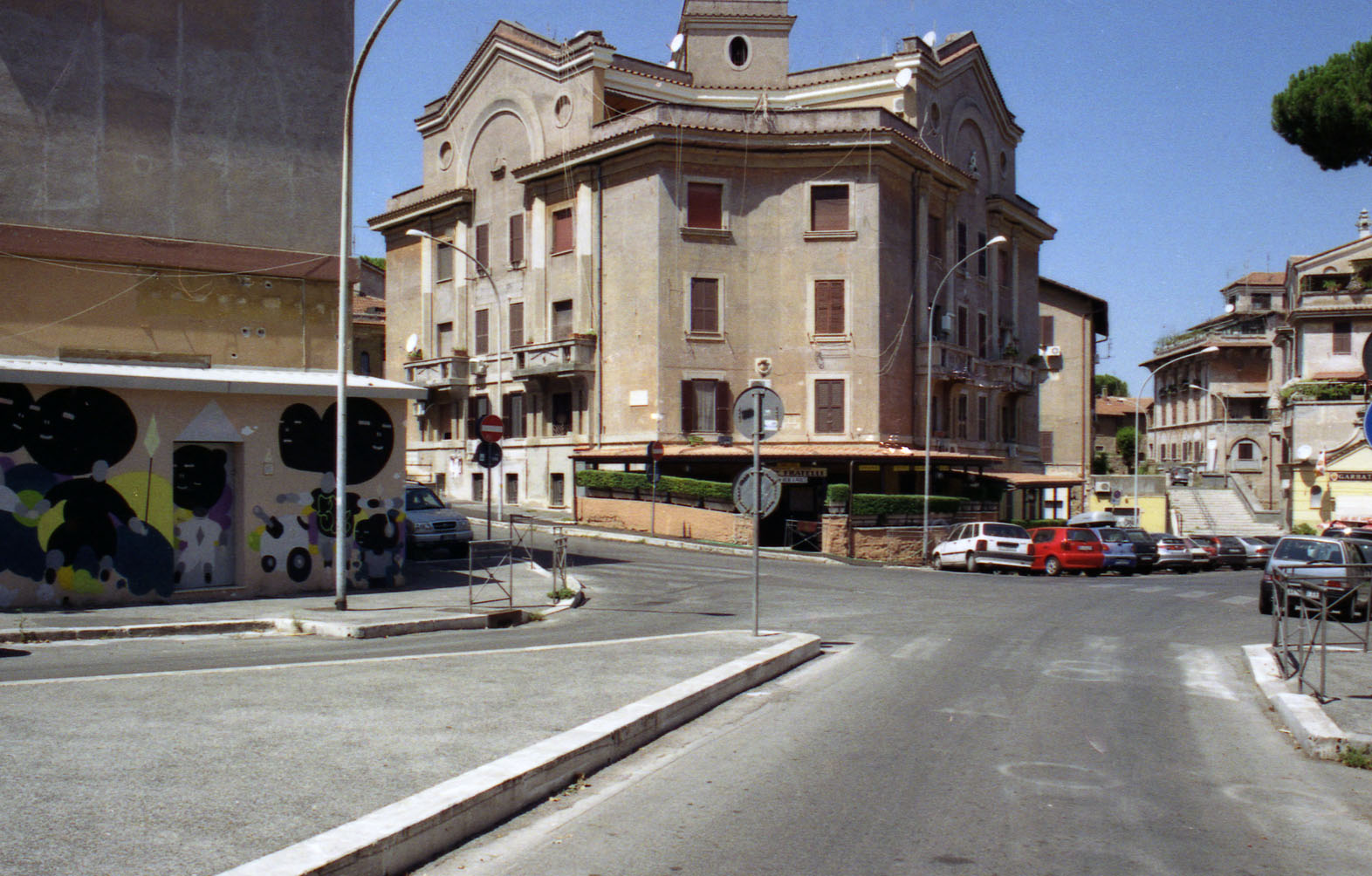
Garbatella via Giustino de Jacobis (2013)

Lo stile architettonico dei primi lotti fu denominato barocchetto dai suoi creatori Gustavo Giovannoni e Innocenzo Sabbatini, coadiuvati successivamente da Costantino Costantini, Massimo Piacentini, Mario De Renzi e Felice Nori.
Simili al barocco sono le modanature di sapore medievale, le figure di animali riscontrabili nei fregi, l'utilizzo estensivo di decorazioni d'ispirazione floreale e botanica, restando però queste nell'ambito dell'edilizia popolare e, dunque, povera: al posto di marmi pregiati, stucchi e calce bianca.
Con l'avvento del fascismo la pianificazione urbanistica del quartiere subì un drastico cambiamento: il rapporto verde-edificato calò sensibilmente, l'idea del porto fluviale venne definitivamente abbandonata e cominciarono ad essere costruite abitazioni più simili ai moderni condomini che alle precedenti villette. Restò comunque ferma l'intenzione di costruire, oltre agli spazi abitativi privati, se non giardini e orti comuni, comunque spazi pubblici, come stenditoi o asili nido. Si cominciò allora a costruire palazzi più grandi e alti per ospitare un sempre crescente numero di immigrati, come ad esempio il Lotto VIII in via Luigi Fincati. Il culmine di questo mutamento si nota nell'impianto progettuale dei tre lotti chiamati Alberghi (Rosso, Bianco e Giallo) nei pressi di piazza Eugenio Biffi, strutture nate pochi anni dopo le villette dell'inizio dell'edificazione dell'area (dal 1927), ma significativamente differenti dal punto di vista funzionale ed estetico.

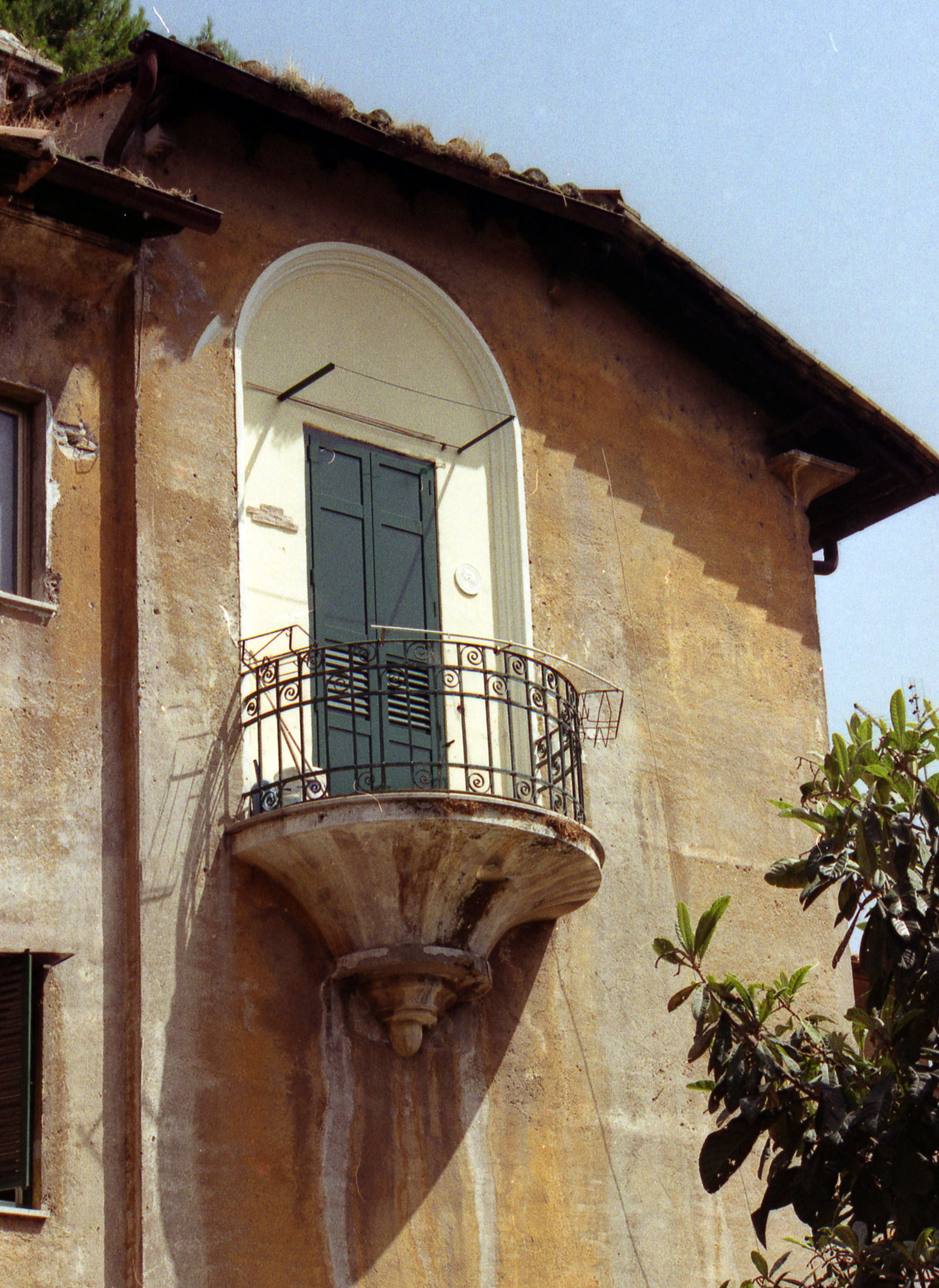
Loggetta alla Garbatella

Da segnalare i tredici villini del Lotto 24, denominati anche "casette modello", tra via delle Sette Chiese, via De Jacobis e via Borri. Il lotto fu edificato in occasione del XII Congresso Internazionale delle Abitazioni e Piani Regolatori del 1929 ed è considerato tra i più belli e interessanti. Agli ingressi sono state apposti dei marmi con iscritti i nomi degli architetti che idearono e costruirono le varie palazzine: vinse il concorso l'edificio ad angolo tra via Sette Chiese e via Borri, progettato dall'architetto Mario De Renzi.
Si deve tener presente che, sebbene l'urbanistica d'epoca fascista abbia mutato in maniera radicale l'impostazione nata dall'idea delle città giardino, essa conservò per la Garbatella un carattere sperimentale di borgata a misura d'uomo, che si contrapponeva in maniera drammatica alla vicina baraccopoli di "Shangai" (l'odierna Tor Marancia).

## Enti

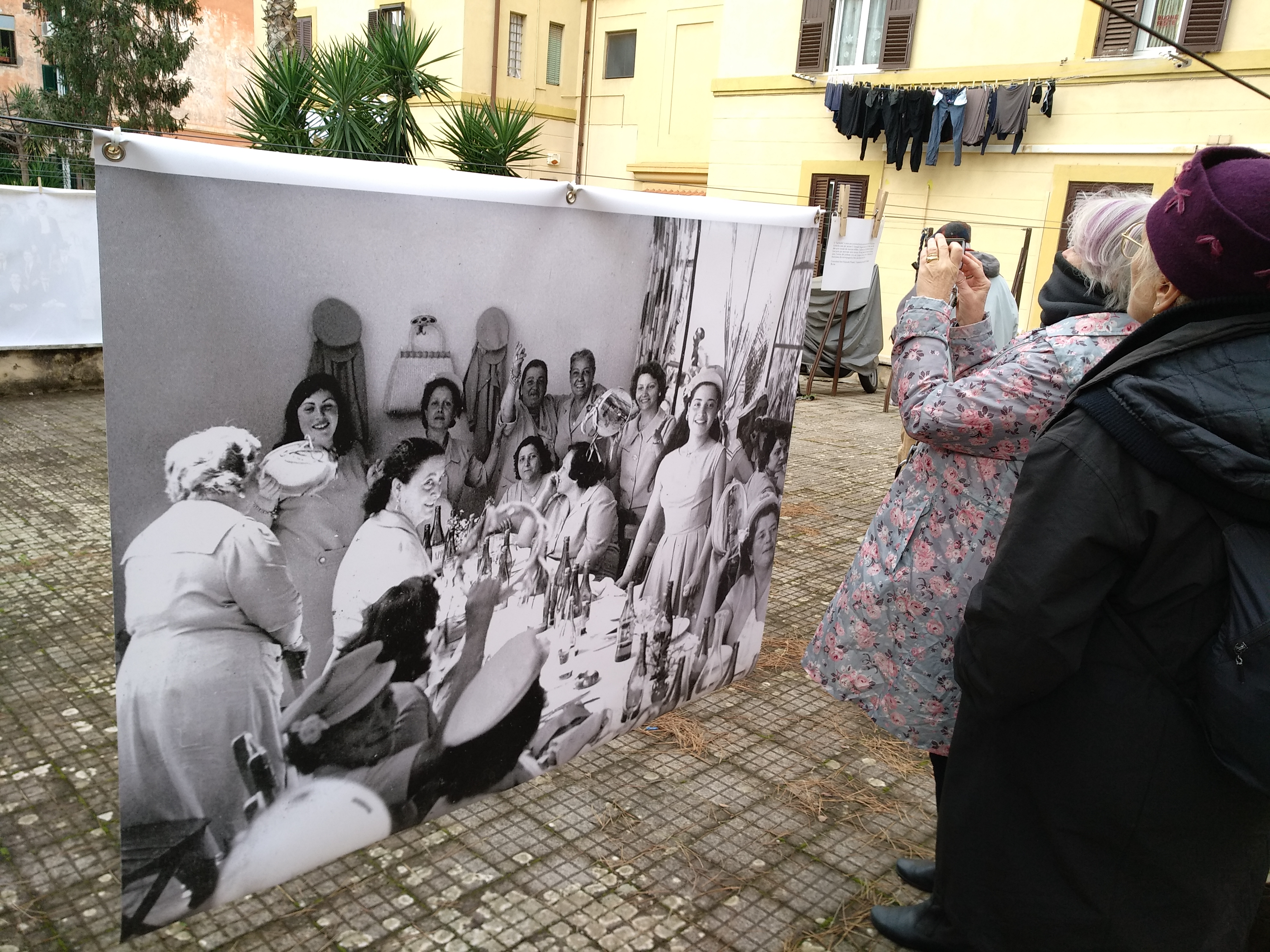
2018, il quartiere ricorda Le Sgarbatelle (Concessione foto d'epoca di Giancarlo Proietti)

Largo delle Sette Chiese ospita un dipartimento della "ASL Roma C" e una delegazione del Municipio VIII. L'ospedale del quartiere è il Centro Traumatologico Ortopedico (CTO) "Andrea Alesini", che serve la vasta area di Roma appena a sud delle mura.

### Le Sgarbatelle, Società di mutuo soccorso
Le "Sgarbatelle" è stata una società di mutuo soccorso nata nel dopoguerra, formata spontaneamente dalle donne del quartiere e operante nel territorio. Attraverso le quote versate da ciascuna affiliata aiutavano le famiglie bisognose.

## Cultura

### Istruzione

#### Università
La Garbatella è coinvolta dalle attività dell'Università degli Studi Roma Tre che ha una delle sue sedi nelle vecchie vetrerie ai piedi del quartiere e ne ospita il teatro, il "Palladium", un tempo cinema rionale chiamato "Cinema Teatro Garbatella" ed oggi dinamico centro culturale.
Anche la privata Università degli Studi Internazionali di Roma "UNINT" ha sede nel quartiere, in via delle Sette Chiese.

#### Scuole
La Garbatella ospita inoltre il liceo classico-scientifico "Socrate", e fino al 2003 accoglieva il liceo scientifico "Francesco Borromini". Vi si trova anche la succursale dell'Istituto Professionale di Stato per la Cinematografia e la Televisione "Roberto Rossellini". Ha come scuola elementare la "Cesare Battisti" in piazza Damiano Sauli.

### Cinema
- Il film Caro diario di Nanni Moretti omaggia la zona con la passeggiata in Vespa del protagonista per le strade della Garbatella, "il quartiere che mi piace più di tutti". Anche alcune scene di Bianca hanno come sfondo la monumentale scuola "Cesare Battisti" che si affaccia sulla piazza Damiano Sauli, la principale della Garbatella, che negli anni novanta è stata eletta per partecipare al progetto "100 Piazze", che ha portato alla sua ristrutturazione.
- La Garbatella resta tuttora un set molto utilizzato da registi cinematografici e televisivi: la serie TV Caro maestro fu ambientata nella "Casa dei Bimbi" alla Garbatella; la serie TV I Cesaroni (2006-2014) si serve di due scorci del quartiere: la "bottiglieria Cesaroni" sfrutta per gli esterni il "Roma club Garbatella" in piazza Giovanni Da Triora, mentre il liceo della fiction usa anch'esso la scuola elementare statale Cesare Battisti di piazza Damiano Sauli. Inoltre altre vie del quartiere sono state usate per numerose fiction poliziesche.
- Pier Paolo Pasolini ambientò alla Garbatella molte scene del romanzo Una vita violenta (il personaggio protagonista del libro uccide in un lotto di Garbatella un suo rivale chiamato lo Shangaino, poiché proveniente dalla confinante borgata di "Shangai").
- Il palazzo della Regione Lazio è stato il set di alcuni film della serie di Fantozzi, per cui è talvolta indicato come Palazzo di Fantozzi.
- Molte scene del film Le ragazze di piazza di Spagna sono ambientate alla Garbatella, dove abita una delle protagoniste, interpretata da Lucia Bosè. In particolare, in una vivace scena di un litigio, appaiono le case e gli abitanti del quartiere.

### Eventi
Nel mese di febbraio, il quartiere storico festeggia il compleanno con l'evento Buon Compleanno Garbatella. La data di fondazione è conosciuta grazie alla targa posta dal re Vittorio Emanuele III il mercoledì delle ceneri del 1920 (18 febbraio).